# 胡贝特·沃尔夫
胡贝特·沃尔夫（德語：Hubert Wolf，1959年11月26日—）是一位德国教会历史学家，慕尼黑大学教授，巴登-符腾堡人，2003年获戈特弗里德·威廉·莱布尼茨奖，主要作品有《圣安布罗焦的修女们：一个真实的故事》（Die Nonnen von Sant’Ambrogio. Eine wahre Geschichte）等。